# Nonio Attico Massimo
Nonio Attico Massimo (latino: Nonius Atticus Maximus; fl. 383-397) è stato un politico romano di età imperiale.

## Biografia
Nonio, che era un cristiano e appartenente all'aristocrazia senatoriale, fu prefetto del pretorio d'Italia (383-384) e console (397).
Quando Valentiniano II assunse tutto il potere dopo la morte del fratellastro Graziano, effettuò un ricambio degli alti funzionari, che avevano servito sotto Graziano, con nuovi personaggi, a lui più fedeli; Attico sostituì il prefetto del pretorio Sesto Claudio Petronio Probo, ma venne poco dopo sostituito a sua volta da Vettio Agorio Pretestato, tanto che il suo mandato viene definito una sorta di "interregno".